# Amblysomus marleyi
Amblysomus marleyi is een zoogdier uit de familie van de goudmollen (Chrysochloridae). De wetenschappelijke naam van de soort werd voor het eerst geldig gepubliceerd door Austin Roberts in 1931.

## Voorkomen
De soort is slechts van twee plekken bekend, Umbombo en Ingwavuma, beiden op de oostelijke flanken van de Lebombobergen in KwaZoeloe-Natal (Zuid-Afrika). Mogelijk komt de soort ook voor in eSwatini.